# Lista dos ralis do Campeonato Mundial de Rali
A lista dos ralis do Campeonato do Mundial de Ralis inclui todas as competições de ralis que fizeram parte do calendário do Campeonato Mundial de Rali da FIA (WRC). Não inclui ralis que fizeram parte apenas da Taça FIA de Pilotos, antecessora do campeonato mundial, como o Rali do Ártico, Rali da Escócia e o Southern Cross Rally.
A lista inclui apenas os ralis que foram efectivamente realizados e não os que foram cancelados.
De 1994 a 1996, o Campeonato Mundial de Rali teve um sistema de alternância de provas. O Rali da Suécia não teve status WRC completo na temporada de 1994, o Rali da Finlândia em 1995 e o Rali de Monte Carlo e o RAC Rali em 1996. Em vez disso, esses ralis faziam parte do campeonato de 2 litros "Fórmula 2" que foi disputado de 1993 a 1999.
O Campeonato Mundial de Rali teve um novo sistema de "Round Rotation" em 2009 e 2010, a fim de atrair ralis candidatos a evento do WRC.
Após o segundo sistema de alternância, o Campeonato Mundial de Rali passou a ter um calendário com 13 ralis até 2019, com algumas mudanças como o Rali da Polónia substituindo o Rali da Acrópole em 2014, e o Rali da Turquia substituindo o Rali da Polónia em 2018. As tentativas de aumentar o calendário para 14 provas saíram goradas com o cancelamento do Rali da China de 2016 e do Rali da Austrália de 2019.
Em 2020 e 2021 o Campeonato Mundial de Rali foi amplamente afetado pela pandemia de COVID-19, resultando no cancelamento de muitos ralis, principalmente fora da Europa, e na entrada de novas etapas europeias no calendário, como Rali da Estónia, Rali de Monza, Rali da Croácia e Rali de Ypres.

## Ralis por localização
A negrito estão assinalados os ralis que fazem parte do Campeonato Mundial de 2024. 
Fontes:
| País                           | Nome do rali                          | Base do rali     | Superfície          | Nº de ralis | Anos ativos                                                 |
| ------------------------------ | ------------------------------------- | ---------------- | ------------------- | ----------- | ----------------------------------------------------------- |
| Alemanha                       | Rali da Alemanha                      | Bostalsee        | Asfalto             | 17          | 2002–2008, 2010–2019                                        |
| Alemanha/ · Áustria/ · Chéquia | Rali da Europa Central                | Passau           | Asfalto             | 2           | 2023–2024                                                   |
| Argentina                      | Rali da Argentina                     | Villa Carlos Paz | Terra               | 37          | 1980–1981, 1983–1994, 1996–2009, 2011–2019                  |
| Austrália                      | Rali da Austrália                     | Coffs Harbour    | Terra               | 25          | 1989–1993, 1995–2006, 2009, 2011, 2013–2018                 |
| Áustria                        | Rali da Aústria                       | Baden            | Terra               | 1           | 1973                                                        |
| Bélgica                        | Rali de Ypres                         | Ypres            | Asfalto             | 2           | 2021–2022                                                   |
| Brasil                         | Rali do Brasil                        | São Paulo        | Terra               | 2           | 1981–1982                                                   |
| Bulgária                       | Rali da Bulgária                      | Borovets         | Asfalto             | 1           | 2010                                                        |
| Canadá                         | Rali de Rideau Lakes                  | Smiths Falls     | Terra               | 1           | 1974                                                        |
| Canadá                         | Critérium du Québec                   | Montreal         | Terra               | 3           | 1977–1979                                                   |
| Chile                          | Rali do Chile                         | Talcahuano       | Terra               | 3           | 2019, 2023–2024                                             |
| China                          | Rali da China                         | Pequim           | Terra               | 1           | 1999                                                        |
| Chipre                         | Rali do Chipre                        | Limassol         | Asfalto/Terra       | 8           | 2000–2006, 2009                                             |
| Costa do Marfim                | Rali da Costa do Marfim               | Abidjã           | Terra               | 15          | 1978–1992                                                   |
| Croácia                        | Rali da Croácia                       | Zagreb           | Asfalto             | 4           | 2021–2024                                                   |
| Estónia                        | Rali da Estónia                       | Tartu            | Terra               | 4           | 2020–2023                                                   |
| Espanha                        | Rali da Catalunha                     | Salou            | Asfalto e terra     | 30          | 1991–1993, 1995–2019, 2021–2022                             |
| Finlândia                      | Rali do Ártico                        | Rovaniemi        | Neve                | 1           | 2021                                                        |
| Finlândia                      | Rali da Finlândia/Rali dos 1000 Lagos | Jyväskylä        | Terra               | 50          | 1973–1994, 1996–2019, 2021–2024                             |
| França                         | Rali da Córsega                       | Bastia           | Asfalto             | 40          | 1973–1995, 1997–2008, 2015–2019                             |
| França                         | Rali da França Alsácia                | Estrasburgo      | Asfalto             | 5           | 2010–2014                                                   |
| Grã-Bretanha                   | Rali da Grã-Bretanha/RAC Rally        | Deeside          | Terra               | 46          | 1973–1995, 1997–2019                                        |
| Grécia                         | Rali da Acrópole                      | Lamia            | Terra               | 42          | 1973, 1975–1994, 1996–2009, 2011–2013, 2021–2024            |
| Indonésia                      | Rali da Indonésia                     | Medan            | Terra               | 2           | 1996–1997                                                   |
| Irlanda                        | Rali da Irlanda                       | Sligo            | Asfalto             | 2           | 2007,2009                                                   |
| Itália                         | Rali de Sanremo                       | Sanremo          | Asfalto             | 29          | 1973–1985, 1987–1994, 1996–2003                             |
| Itália                         | Rali da Sardenha                      | Alghero          | Terra               | 20          | 2004–2009, 2011–2024                                        |
| Itália                         | Rali de Monza                         | Monza            | Asfalto             | 2           | 2020–21                                                     |
| Japão                          | Rali do Japão                         | Nagoya           | Asfalto             | 9           | 2004–2008, 2010, 2022–2024                                  |
| Jordânia                       | Rali da Jordânia                      | Amã              | Terra               | 3           | 2008, 2010–2011                                             |
| Letônia                        | Rali da Letónia                       | Liepāja          | Terra               | 1           | 2024                                                        |
| Marrocos                       | Rali de Marrocos                      | Casablanca       | Terra/Asfalto       | 3           | 1973, 1975–1976                                             |
| México                         | Rali do México                        | León             | Terra               | 17          | 2004–2008, 2010–2020, 2023                                  |
| Mónaco                         | Rali de Monte Carlo                   | Gap              | Terra com gelo/neve | 47          | 1973, 1975–1995, 1997–2008, 2012–2024                       |
| Noruega                        | Rali da Noruega                       | Hamar            | Neve                | 3           | 2007, 2009                                                  |
| Nova Zelândia                  | Rali da Nova Zelândia                 | Auckland         | Terra               | 32          | 1977, 1979–1980, 1982–1995, 1997–2008, 2010, 2012, 2022     |
| Polónia                        | Rali da Polónia                       | Mikołajki        | Terra               | 7           | 1973, 2009, 2014–2017, 2024                                 |
| Portugal                       | Rali de Portugal                      | Matosinhos       | Terra               | 44          | 1973–1995, 1997–2001, 2007, 2009–2019, 2021–2023, 2024      |
| Quénia                         | Rali Safari                           | Nairobi          | Terra               | 32          | 1973–1994, 1996–2002, 2021–2024                             |
| Suécia                         | Rali da Suécia                        | Umeå             | Neve                | 47          | 1973, 1975–1989, 1991–1993, 1995–2008, 2010–2020, 2022–2024 |
| Turquia                        | Rali da Turquia                       | Marmaris         | Terra               | 9           | 2003–2006, 2008, 2010, 2018–2020                            |
| Estados Unidos                 | Rali Press-on-Regardless              | Detroit          | Terra               | 2           | 1973–1974                                                   |
| Estados Unidos                 | Rali Olympus                          | Tacoma           | Terra               | 3           | 1986–1988                                                   |

1. ↑  Anteriormente esteve sediado em Trier e Saarbrücken
2. ↑  Anteriormente esteve sediado em Córdoba.
3. ↑  Entre 1989 e 2006 o Rali da Austrália esteve sediado em Perth e em 2009 em Kingscliff.
4. ↑  Apenas pontuou para o campeonato de pilotos.
5. ↑  Em 2016 o rali foi cancelado devido aos estragos causados pelo mau tempo.
6. ↑  Apenas em terra até 2006
7. ↑  Entre 1982 e 1992 o rali só pontuou para o campeonato de pilotos.
8. ↑  Em 1991 e 1992 pontuou apenas para o campeonato de pilotos.
9. ↑  Em 1980 o Rali dos 1000 Lagos pontuou apenas para o campeonato de pilotos.
10. ↑  Teve diferentes sedes.
11. ↑  Anteriormente esteve sediado em Atenas.
12. ↑  Em 1974 o Rali foi cancelado devido à Crise petrolífera.
13. ↑  Entre 1998 e 2003 o rali foi designado Rali de Sanremo - Rali de Itália.
14. ↑  Até 2010 o rali era designado de Rali d'Itália Sardenha.
15. ↑  Teve diferentes sedes no passado.
16. ↑  Esteve sediado anteriormente em Tokachi e Sapporo.
17. ↑  Terra até 2010.
18. ↑  Teve diferentes sedes.
19. ↑  Em 1974 o rali foi cancelado devido à crise petrolífera.
20. ↑  Entre 1987 e 1992 o rali só pontuou para o campeonato de pilotos.
21. ↑  Teve diferentes sedes.
22. ↑  Antes Karlstad e Torsby.
23. ↑  O rali foi cancelado em 1974 devido à crise petrolífera, e em 1990 devido à falta de neve. Entre 1980 e 1984 e entre 1989 e 1992 apenas pontuou para o campeonato de pilotos.
24. ↑  TAntes Istambul e Antalya.
25. ↑  Em 1986 o Rali Olympus apenas pontuou para o campeonato de pilotos.